# Higgovale
Higgovale è un piccolo e benestante quartiere residenziale di Città del Capo in Sudafrica. Incluso all'interno del City Bowl sulle pendici della montagna della Tavola, Higgovale confina con i vicini quartieri di Tamboerskloof e di Oranjezicht ad est e con il sobborgo di Camps Bay a sud, mentre è delimitato dalle ripide pendici della Testa di Leone a nordovest.